# Приазовський залізорудний район
На площі Приазовського регіону Українського щита розвідані понад 10 залізорудних родовищ, що утворюють головним чином, 3 великих відокремлених групи: Маріупольську, Куксунгурському і Оріхово-Гуляйпільську. Запаси руди цього району оцінюються в 3 млрд тонн, з яких 0,9 млрд — легкозбагачувані магнетитові кварцити. З приазовських руд можна отримувати залізорудні концентрати з вмістом заліза 69—72 %.

## Загальний опис
Родовища розташовані в промислово розвинених Запорізькій і Донецькій областях і віддалені один від одного на 25—140 км. Залізничні під'їзні шляхи проходять на відстані 5—20 км (Оріхово-Гуляйпілька і Маріупольська групи) до 35—50 км (Куксунгурська група родовищ).
- Маріупольська група родовищ розташована на території Мангушського району Донецької області, в 20—30 км на захід від м. Маріуполя. До її складу входять 6 ділянок: Дем'янівська, Першотравнева, Північна, Дзержинська, Ялтинська і Юр'ївська. Запаси залізних руд Дем'яновського і північно-східній частині Первомайської ділянки по промислових категоріях В і С1 були прийняті на баланс ДКЗ СРСР. Корисною компонентою цих родовищ групи є переважно піроксен-магнетитові кварцити, що містять від 20,91 до 22,34 % магнетитового заліза. Руди легкозбагачувані, сучасні технології дають можливості отримати з них якісні високосортні концентрати.
- Куксунгурську групу утворюють: Куксунгурському, Сергіївське, Корсакское, Новоукраїнське і Павлівське родовища залізистих кварцитів, розташовані в межах Приморського і Приазовського районів Запорізької області, за 120 км на південний схід від м. Запоріжжя. Один від одного родовища віддалені на відстань 2—12 км. Запаси залізних руд Куксунгурського родовища по промисловим категоріям В і С1.
- Основними залізорудними родовищами Оріхово-Гуляйпільської групи є Гуляйпільське, Васинівське і Северотерсянське. Найбільше з них — Гуляйпільське родовище залізистих кварцитів, розташоване за 4 км на північний захід від м. Гуляйполе Запорізької області. Северотерсянське і Васинівське родовища віддалені від Гуляйпільського на 45 км на північ і 30 км на захід відповідно.

Геологічна будова всіх родовищ досить одноманітна: рудні поклади витягнуті у вигляді лінійних смуг різної (переважно 40—80 м) потужності і мають круте падіння. Залягають вони серед гнейсово-мігматитової товщі верхньоархейської доби, що перекривається осадовими утвореннями. Видобуток корисних копалин на родовищах передбачається як відкритим, так і підземним способами.
Руди родовищ легко збагачуються. Технологічні схеми збагачення руд включають суху магнітну сепарацію і надалі — мокру магнітну сепарацію в крупності 1,0—0,074 мм. Кількість стадій сепарації залежить від вимог до концентрату. При одностадійному збагаченні виходять концентрати з вмістом заліза 66—68 % при виході 80—85 %. При збільшенні стадій збагачення якість концентрату і вихід його збільшується аж до отримання суперконцентратів з вмістом домішок не більше 0,3 %. Суперконцентрати з такою якістю використовуються для виробництва металізованих котунів і, як кінцевий продукт, литих блюмів, отриманих в електросталеплавильному переділі з безперервним литтям сталі. Інститутом «Гіпромет» в умовах Оскольського електрометалургійного комбінату доведена можливість використання марганцевих окотишів у безкоксовій металургії.

## Освоєння
Інститутом «Кривбаспроект» складено комплексне ТЕО освоєння родовищ залізних руд Приазов'я. Основним завданням, що вирішується в ході виконання роботи, було установлення доцільності освоєння залізорудних родовищ Приазов'я, терміни і черговість їх освоєння з урахуванням виду товарної продукції та місця розташування комплексів з переробки сировини. У комплексному ТЕО розглянуті 4 варіанти освоєння на основі Куксунгурського, Маріупольського, Гуляйпільського (Гуляйпільське, Северотерсянське і Васинівське) родовищ і їх спільного відпрацювання.